# Itabira
Itabira est une ville brésilienne de l'État du Minas Gerais. Sa population était estimée à 115 817 habitants en 2010. La municipalité s'étend sur 1 256 km2.

## Communications
L'indicatif de Itabira (MG) est le 31.

## Maires
| Période | Période | Identité                  | Étiquette | Qualité |
| ------- | ------- | ------------------------- | --------- | ------- |
| 2009    | 2012    | João Izael Querino Coelho | PR        |         |